# Grote lijster
De grote lijster (Turdus viscivorus) is een van de grootste zangvogels uit de familie van de lijsters (Turdidae).

## Kenmerken
De grote lijster is de grootste Europese lijstersoort, met grijsbruine vleugels en gevlekte borst. De buitenste staartpennen zijn lichter van kleur en hebben witte punten.

## Leefwijze
Hij zingt reeds aan het einde van de winter, wat voor weer het ook is, zittend in de top van een hoge boom, zoals een populier. Zijn zang is helder en vérdragend, en bestaat uit korte zinnen met herhaalde motieven. De zang gelijkt nog meest op die van de merel, maar is minder melodieus. De grote lijster is dol op de bessen van de maretak. Dit verklaart zijn oude benaming mistellijster. De vogel zoekt ook graag voedsel in weilanden, dat bestaat uit insecten, larven, rupsen, wormen en slakken. De vlucht is golvend en verschilt daardoor van andere lijsters, zoals de koperwiek en de zanglijster.

## Voortplanting
Het nest bevindt zich hoog in een boomvork. Het legsel bestaat uit vier roomkleurige eieren met enkele vlekken, die veertien dagen worden bebroed.

## Verspreiding
Grote lijsters komen in bijna heel Europa, waaronder in Nederland en België, het gehele jaar voor in parklandschappen, tuinen, buitenplaatsen en allerlei bossen.
De soort telt drie ondersoorten:
- T. v. deichleri: noordwestelijk Afrika, Corsica en Sardinië.
- T. v. viscivorus: van Europa tot westelijk Siberië en noordelijk Iran.
- T. v. bonapartei: van het zuidelijke deel van Centraal-Azië tot Turkmenistan en westelijk Nepal.

## Galerij

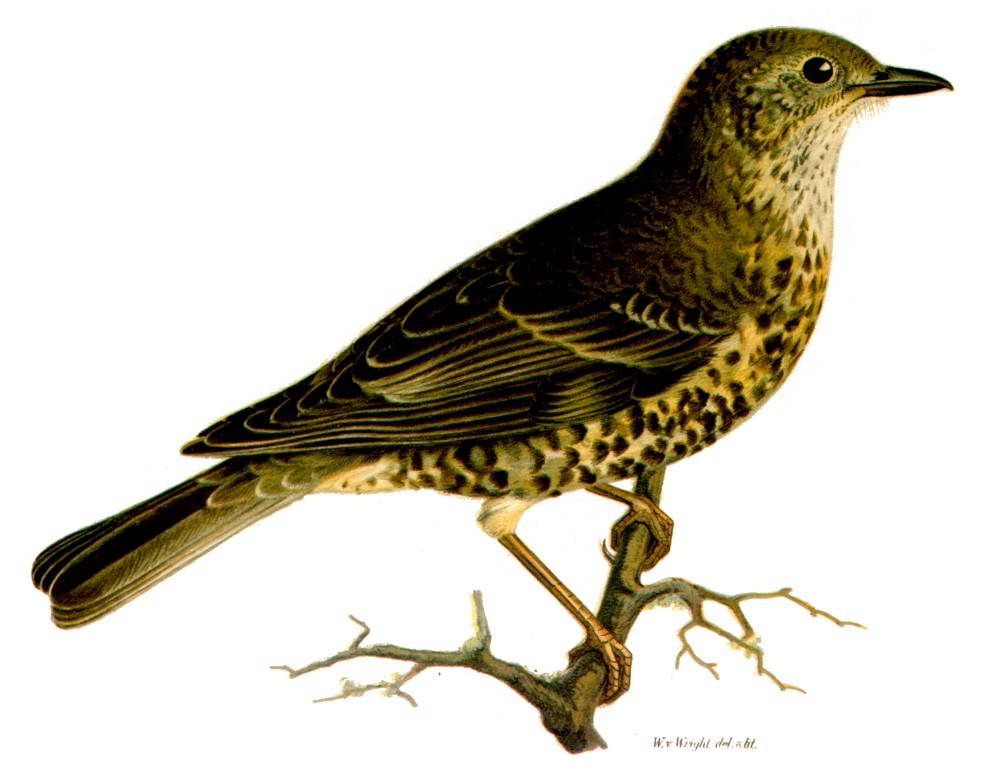
Turdus viscivorus (19e eeuw), Wilhelm von Wright
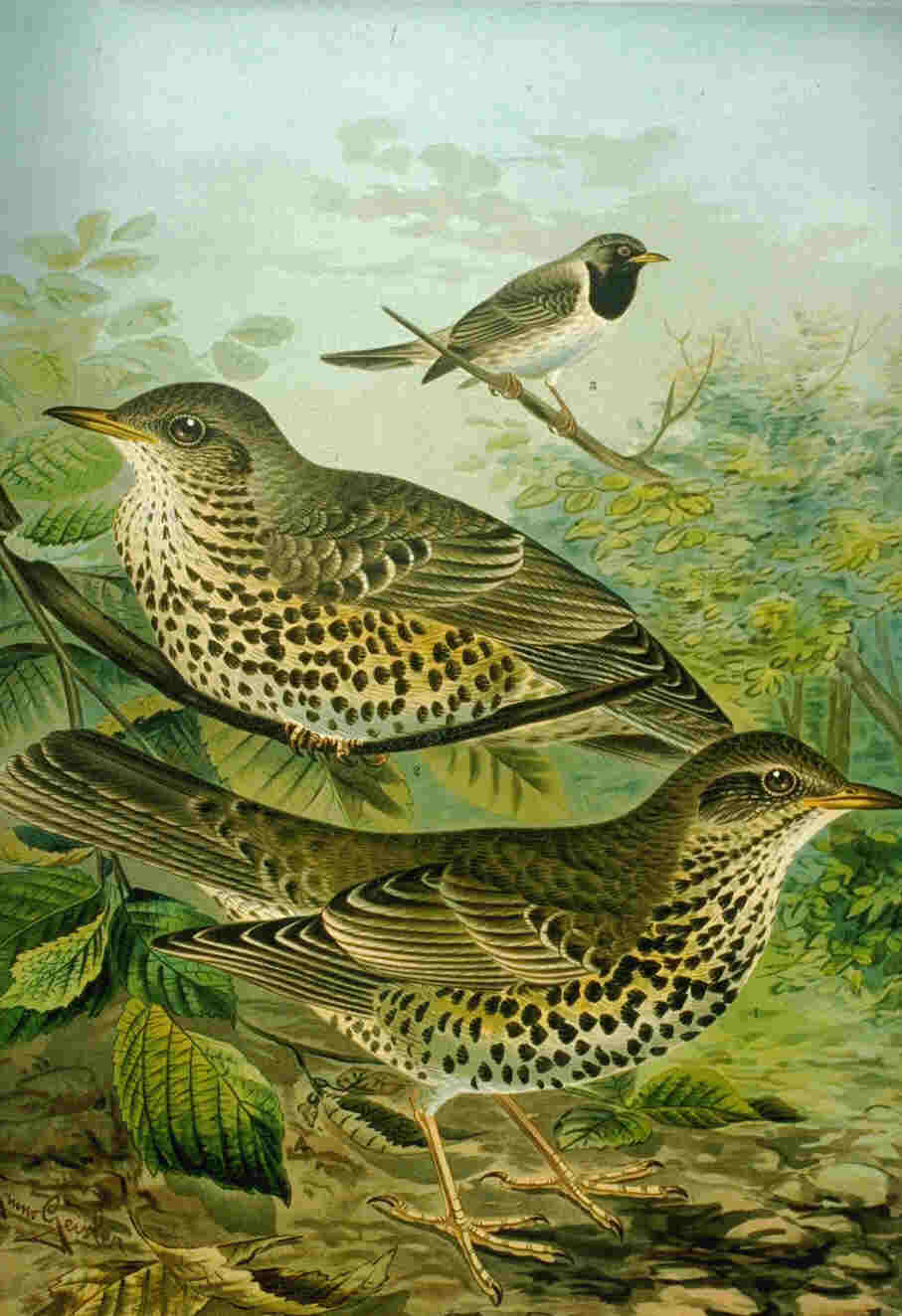
Turdus viscivorus (1905), Naumann, Naturgeschichte der Vögel Mitteleuropas
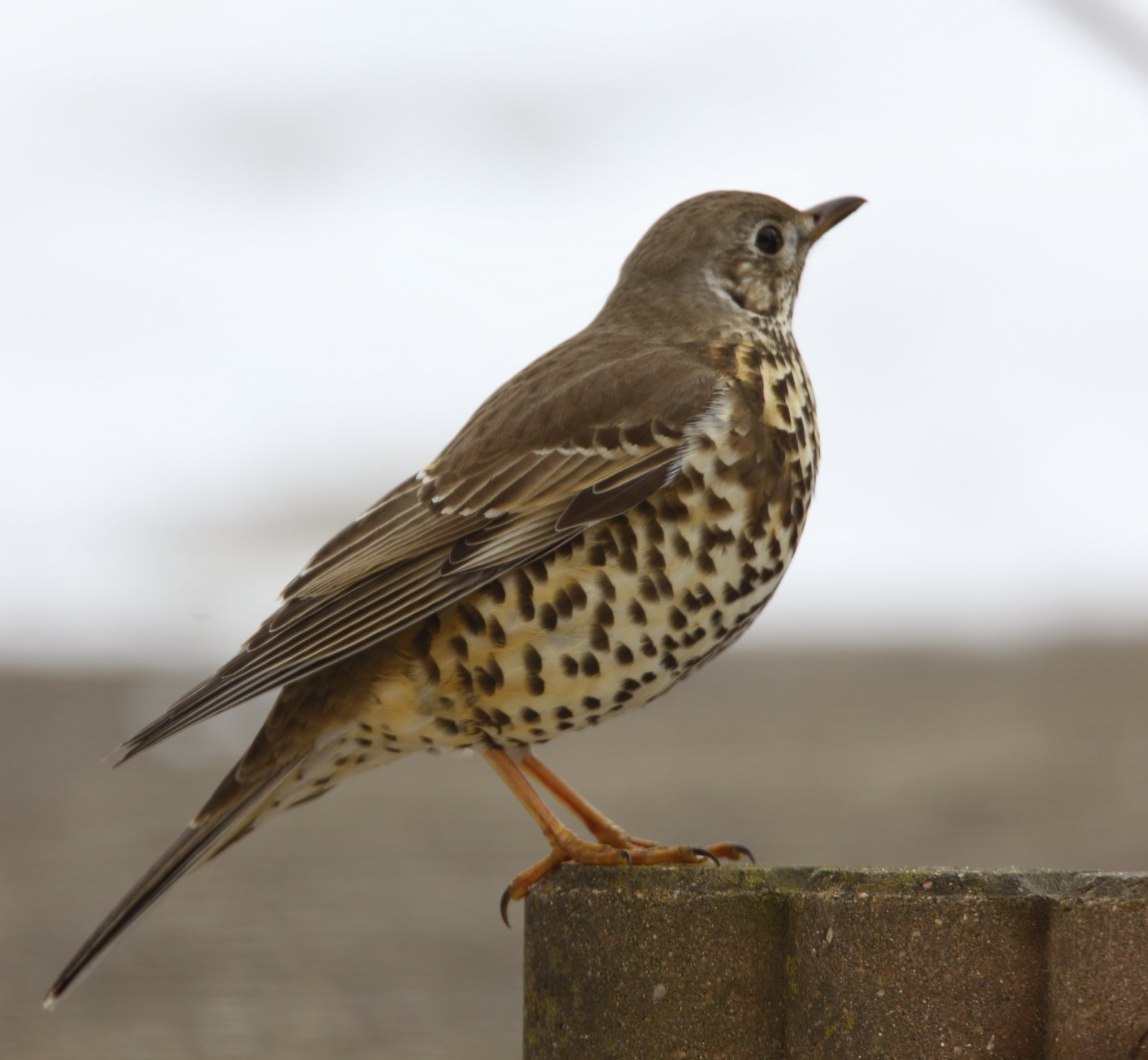
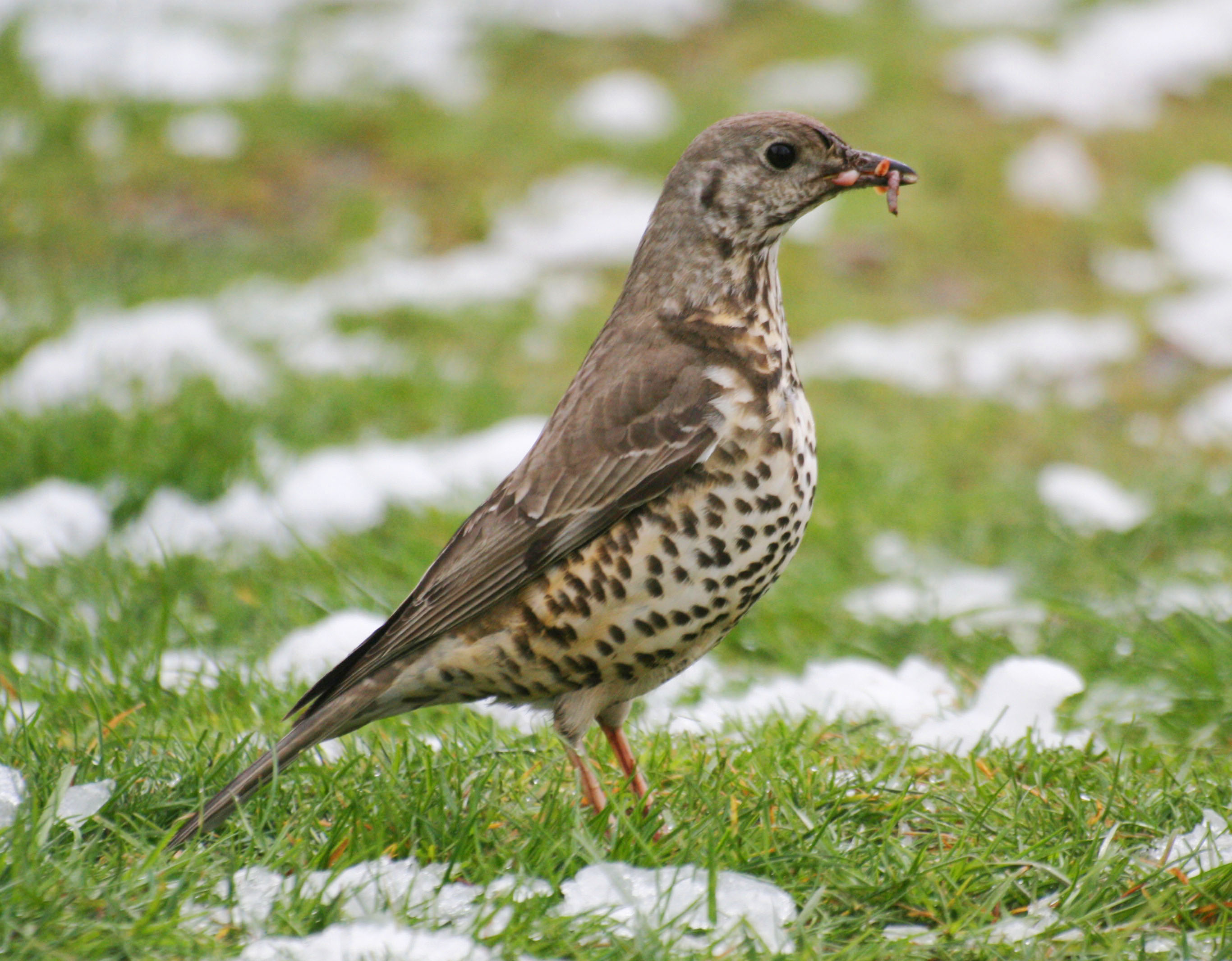

## Video
- Foeragerende grote lijster